# Федуро, Олег Николаевич
Олег Николаевич Федуро — советский хозяйственный и государственный деятель, лауреат Государственной премии СССР за выдающиеся достижения в труде.

## Биография
Родился в 1942 году в Красноярском крае. Член КПСС.
В 1964—1990 — экскаваторщик, бригадир комсомольско-молодежной бригады экскаваторщиков Сорского молибденового комбината Хакасской автономной области Красноярского края
За существенное повышение металлургического производства на основе досрочного освоения производственных мощностей, внедрения новой техники и передовой технологии и инициативу в развитии соревнования за изыскание и более полное использование резервов на каждом рабочем месте был в составе коллектива удостоен Государственной премии СССР за выдающиеся достижения в труде 1977 года.
Жил в Сорске.

## Награды
- Орден Ленина (02.03.1981; 29.04.1986)
- Орден Трудового Красного Знамени